# Viticuso
Viticuso ist eine italienische Gemeinde in der Provinz Frosinone in der Region Latium mit 296 Einwohnern (Stand 31. Dezember 2023). Sie liegt 154 km südöstlich von Rom und 76 km östlich von Frosinone.

## Geographie
Viticuso liegt auf einem Hügel am Rande der Monti della Meta. Es ist Mitglied der Comunità Montana Valle di Comino.
2007 wurde ein Windpark mit sieben Windrädern zur Stromerzeugung im Gemeindegebiet eingeweiht.
Die Nachbargemeinden sind Acquafondata, Cervaro, Conca Casale (IS), Pozzilli (IS), San Vittore del Lazio und Vallerotonda.

## Bevölkerungsentwicklung
| Jahr      | 1861 | 1881 | 1901 | 1921 | 1936 | 1951 | 1971 | 1991 | 2001 | 2016 |
| --------- | ---- | ---- | ---- | ---- | ---- | ---- | ---- | ---- | ---- | ---- |
| Einwohner | 848  | 1038 | 1268 | 867  | 944  | 953  | 625  | 483  | 428  | 338  |

Quelle: ISTAT

## Politik
Edoardo Antonino Fabrizio (Lista Civica: Sviluppo e Tradizione) wurde im Mai 2006 zum Bürgermeister gewählt und bei der Wahl vom 5. Juni 2016 wiedergewählt.